# Culicoides fulbrighti
Culicoides fulbrighti är en tvåvingeart som beskrevs av Lee och Reye 1963. Culicoides fulbrighti ingår i släktet Culicoides och familjen svidknott. Inga underarter finns listade i Catalogue of Life.